# Giacomo Vismara
Giacomo Vismara (* 15. Dezember 1951 in Cenate Sopra) ist ein ehemaliger italienischer Rallye-Raid-Fahrer und Gewinner der Rallye Dakar in der LKW-Klasse.

## Karriere
Vismara begann seine Motorsportkarriere 1980 bei den Italienischen Formel-2-Meisterschaften. Er fuhr bis 1985 knapp 40 Rennen in der Italienischen Formel-3-Meisterschaft und wurde 1981 Zweiter sowie 1985 Sieger der Formula 2000 Italian Trophy.
Ab 1984 nahm Vismara 26 Mal an der Rallye Dakar teil. Er gewann die Rallye Dakar 1986 auf Unimog in der LKW-Klasse und wurde bei der Rallye Dakar 2005 ebenfalls auf Unimog Dritter. In den Jahren 2002, 2004 und 2006 gewann Vismara die Pharaonen-Rallye in der LKW-Klasse. Nach seiner Teilnahme an der Rallye Dakar 2014 beendete er seine Motorsportkarriere.